# Сколл (супутник)
Сколл, також Сатурн XLVII (лат. Skoll, давньоскан. Skǫll) — тридцять п'ятий за віддаленістю від планети супутник Сатурна. Відкритий 5 січня 2006 року.
Сколл має діаметр близько 6 кілометрів, обертається на відстані 17,56 млн. км навколо Сатурна з періодом обертання 869 діб.
У скандинавській міфології Сколл (Сколь) — велетенський вовк, син Фенріра, брат-близнюк Гаті.